# Ordine al merito della Repubblica di Macedonia
L'Ordine al merito della Repubblica di Macedonia (Орден за заслуги за Македонија) è un'onorificenza della Repubblica di Macedonia.
È concesso dal Presidente della Repubblica di Macedonia per meriti speciali nella vita sociale e politica volti ad assicurare al Paese un più alto livello di vita e può essere conferito a individui, associazioni di cittadini e organizzazioni non governative. Oltre che a cittadini e organizzazioni macedoni può essere conferito anche a cittadini stranieri, diplomatici e organizzazioni straniere per meriti speciali verso la Macedonia.
L'Ordine è stato istituito nel 2002.
L'insegna è costituita da una stella a otto punte in argento, con il centro placcato in oro e otto rubini, uno su ciascuna punta; il nastro è giallo, con due strisce rosse e una striscia bianca al centro.